# Ермаков, Андрей Андреевич
Андре́й Андре́евич Ермако́в (род. 27 мая 1987, Ленинград) — российский артист балета, премьер Мариинского театра. Лауреат приза журнала «Балет» «Душа танца» в номинации «Восходящая звезда» (2013).

## Биография
Андрей Ермаков родился в 1987 году в Ленинграде в семье рабочих.
В 1997 году поступил в Академию русского балета имени А. Я. Вагановой, где среди его преподавателей были Евгений Щербаков и Виталий Цветков. Окончил Академию в 2005 году, после чего был принят в труппу Мариинского театра. Работал с педагогом Геннадием Селюцким.
В первые же годы дебютировал в сольной партии в премьере балета канадского хореографа Питера Кванца «Прерванная ария» на музыку «Симфонии in C» И. Стравинского, посвящённой 125-летию композитора, и в главной партии балета Джорджа Баланчина «Вальс». Затем последовали Вацлав в «Бахчисарайском фонтане», Али в балете «Корсар», сольные партии в балетах «Серенада», «Изумруды» и другие роли.
Андрей Ермаков исполняет партии как героического, так и лирико-драматического амплуа. Его танец отличается выразительностью, атлетизмом, виртуозностью и академизмом, присущим петербургской балетной школе. В течение нескольких лет он был постоянным партнёром прима-балерины театра Ульяны Лопаткиной.

## Награды и премии
- 2013 — «Душа танца» в номинации «Восходящая звезда», приз журнала «Балет»[5]

## Репертуар в Мариинском театре
| Партия                     | Балет                    | Постановка                                     | Композитор                                    |
| Конрад, Али                | «Корсар»                 | Пётр Гусев, Ж. Перро, М. Петипа, О. Виноградов | А. Адан, Л. Делиб, Рикардо Дриго, Цезарь Пуни |
| Солор                      | «Баядерка»               | Мариус Петипа                                  | Людвиг Минкус                                 |
| Базиль                     | «Дон Кихот»              | Александр Горский, Мариус Петипа               | Людвиг Минкус                                 |
| Граф Альберт               | «Жизель»                 | Жан Коралли, Жюль Перро, Мариус Петипа         | Адольф Адан                                   |
| Ромео                      | «Ромео и Джульетта»      | Леонид Лавровский                              | Сергей Прокофьев                              |
| Ротбарт                    | «Лебединое озеро»        | Лев Иванов, Константин Сергеев                 | Пётр Чайковский                               |
| Иван-царевич               | «Жар-птица»              | Михаил Фокин                                   | Игорь Стравинский                             |
| Вацлав                     | «Бахчисарайский фонтан»  | Ростислав Захаров                              | Борис Асафьев                                 |
| Ферхад                     | «Легенда о любви»        | Юрий Григорович                                | Ариф Меликов                                  |
| Хозе; Тореро               | «Кармен-сюита»           | Альберто Алонсо                                | Жорж Бизе, Родион Щедрин                      |
| Граф Вронский              | «Анна Каренина»          | Алексей Ратманский                             | Родион Щедрин                                 |
| Солист                     | «Concerto DSCH»          | Алексей Ратманский                             | Дмитрий Шостакович                            |
| Солист                     | «Инфра»                  | Уэйн МакГрегор                                 | Макс Рихтер                                   |
| Спартак                    | «Спартак»                | Леонид Якобсон                                 | Арам Хачатурян                                |
| Али-батыр                  | «Шурале»                 | Леонид Якобсон                                 | Фарид Яруллин                                 |
| Юноша                      | «Ленинградская симфония» | Игорь Бельский                                 | Дмитрий Шостакович                            |
| Жан де Бриенн              | «Раймонда»               | Мариус Петипа                                  | Александр Глазунов                            |
| Солист                     | «Серенада»               | Джордж Баланчин                                | Пётр Чайковский                               |
| Солист                     | «Вальс»                  | Джордж Баланчин                                | Морис Равель                                  |
| Солист                     | «Изумруды»               | Джордж Баланчин                                | Габриэль Форе                                 |
| Солист                     | «Бриллианты»             | Джордж Баланчин                                | Пётр Чайковский                               |
| Солист                     | «Три гносианы»           | Ханс ван Манен                                 | Эрик Сати                                     |
| Солист                     | «В ночи»                 | Джером Роббинс                                 | Фредерик Шопен                                |
| Солист                     | «Вариации для двух пар»  | Ханс ван Манен                                 | Бенджамин Бриттен, Астор Пьяццолла            |
| Солист                     | «5 Танго»                | Ханс ван Манен                                 | Астор Пьяццолла                               |
| Солист                     | «Классическое па-де-де»  | Виктор Гзовский                                | Даниэль Обер                                  |
| Арман (адажио)             | «Маргарита и Арман»      | Фредерик Аштон                                 | Ференц Лист                                   |
| Солист                     | «Without»                | Бенджамин Мильпье                              | Фредерик Шопен                                |
| Солист                     | «Парк»                   | Анжелен Прельжокаж                             | Вольфганг Амадей Моцарт                       |
| Солист                     | «Прерванная ария»        | Питер Кванц                                    | Игорь Стравинский                             |
| Орион                      | «Сильвия»                | Фредерик Аштон                                 | Лео Делиб                                     |
| Лисандр; Кавалер Титании   | «Сон в летнюю ночь»      | Джордж Баланчин                                | Феликс Мендельсон                             |
| Солист                     | «Second I»               | Ксения Зверева                                 | Филип Гласс                                   |
| Солист                     | «Балет № 2»              | Максим Петров                                  | Александр Цфасман                             |
| Иоанн-Креститель, па-де-де | «Трагедия Саломеи»       | Эмиль Фаски                                    | Флоран Шмитт                                  |
| Кони                       | «Конек-Горбунок»         | Алексей Ратманский                             | Родион Щедрин                                 |

## Фильмография
- «Вербное воскресенье», RWS — Санкт-Петербург, 2009.
- «Три века петербургского балета». Гала-концерт. «Россия К», 2012.
- «Лебединое озеро» в 3D. Swan Lake 3D — Live from the Mariinsky Theatre. Cameron Pace Group, 2013.
- «Танго-Гала», «Россия К», 2013.
- «Ouliana Lopatkina, une étoile russe». Марлен Ионеско для Mezzo TV, 2014.
- «Анна Каренина», балет А. Ратманского на музыку Р. Щедрина. Телмондис и Мариинский театр для Mezzo TV, 2014.
- «Ave Майя» Гала-концерт в Большом театре России, посвященный 90-летнему юбилею Майи Плисецкой. 20.11.2015 Телеканал «Россия К».

### Видео
- Андрей Ермаков — Конрад, фрагменты из балета «Корсар», 5.02.2012.
- Андрей Ермаков — вариация Вацлава из балета «Бахчисарайский фонтан», 9.01.2012.
- Андрей Ермаков в программе Вадима Верника «Кто там», ТВ «Россия-К», 30 марта 2014 г.
- «Балет по-новому», новости ТРК Петербург-Пятый Канал, 15.04.2013., репортаж о предстоящем открытии второй сцены МТ и перенесении балета «Анна Каренина» на новую сцену.
- Видеоролик с Андреем Ермаковым для проекта «Большой балет» на канале «Россия К» (Культура).